# ناصر الجزاف
ناصر الجزاف ممثل ومخرج ومؤلف كويتي.

## أعمالة

### في التليفزيون
- 2008 - مسك وعنبر.
- 2009 - نور عيني.
- 2009 - موزة ولوزة.
- 2011 - الثمن.
- 2012 - عشرة عمر.
- 2015 - الليوان.

### في المسرح
- 2016 - أبديت.

### في السينما
- 2014 - أليسا خطفها جميل.
- 2019 - مارد المرقاب.